# Municipio de Pernik
El municipio de Pernik (en búlgaro: Община Перник) es un municipio en la provincia de Pernik, Bulgaria.

## Demografía
En el censo de 2011, la población de Pernik era 97,181. La mayoría de los habitantes eran búlgaros (91.4%) con una minoría de gitanos/romanis (1.83%). 6.36% de la etnicidad de la población era desconocida.

## Pueblos
Además de la ciudad capital de Pernik, los pueblos siguientes están localizados en el municipio:
| - Batanovtsi (ciudad) - Bogdanovdol - Bosnek - Cerna Gora - Ciuipetlovo - Divotino - Dragichevo - Golemo Bucino - Yardzhilovtsi | - Kladnitsa - Kralev Dol - Leskovets - Lyulin - Meshtitsa - Planintsa - Radui | - Rasnik - Rudartsi - Selishten Dol - Studena - Viskear - Vitanovtsi - Zidartsi |